# Spatholobus harmandii
Spatholobus harmandii är en ärtväxtart som beskrevs av François Gagnepain. Spatholobus harmandii ingår i släktet Spatholobus och familjen ärtväxter. Inga underarter finns listade i Catalogue of Life.